# Oiptyelus inokashiranus
Oiptyelus inokashiranus är en insektsart som först beskrevs av Matsumura 1934.  Oiptyelus inokashiranus ingår i släktet Oiptyelus och familjen spottstritar. Inga underarter finns listade i Catalogue of Life.